# 阿特斯 (纳瓦拉)
阿特斯（西班牙語：Atez）是西班牙纳瓦拉的一个市镇。总面积26平方公里，总人口232人（2001年），人口密度9人/平方公里。